# Colin Campbell (director de cine)
Para el geólogo británico fundador de la Asociación para el Estudio del Pico del Petróleo y del Gas (ASPO), ver Colin Campbell (geólogo).
Colin Campbell (James Colin Campbell: Falkirk, Escocia, 11 de octubre de 1859 - Hollywood, California, 26 de agosto de 1928) fue un director y guionista cinematográfico de los Estados Unidos.

## Biografía
Dirigió 177 filmes entre 1911 y 1924, y escribió el guion de 60 rodados entre 1911 y 1922. 
Campbell falleció a causa de una trombosis cerebral.

## Selección de su filmografía

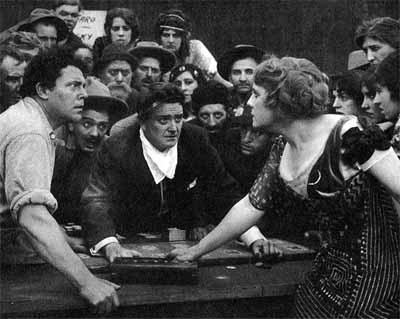
Parte de un fotograma de la película The Spoilers: William Farnum, Wheeler Oakman (1890 – 1949) y Kathlyn Williams (1879 – 1960).

- Brown of Harvard (1911)

- Alas! Poor Yorick! (1913)

- The Spoilers (1914)

- Shotgun Jones (1914)

- Gloria's Romance (1916)

- The Swamp (1921)